# Come un tuono
Come un tuono (The Place Beyond the Pines) è un film del 2012 co-scritto e diretto da Derek Cianfrance.
La pellicola è interpretata da Ryan Gosling, Bradley Cooper, Eva Mendes e Ray Liotta.
Il titolo originale è la traduzione in inglese del nome della città di Schenectady, nello Stato di New York, derivato a sua volta da una frase in lingua mohawk che significa "posto al di là delle pianure di pini".

## Trama
1997: Luke Glanton è un abile pilota di moto che lavora come stuntman in uno spettacolo ambulante. Durante uno spettacolo svoltosi a New York, riceve visita da una sua vecchia compagna, Romina, e viene a sapere di essere il padre di suo figlio, Jason. Luke decide così di lasciare il suo lavoro come stuntman per rimanere in città e impedire al bambino di crescere senza padre, come invece è accaduto a lui. Nonostante ciò Romina non lo vuole coinvolgere nella vita del bambino, anche per via della sua nuova relazione con un altro uomo di nome Kofi.
Luke riesce così a trovare un lavoro nell'officina di Robin, mentre tenta ripetutamente di inserirsi nella vita di suo figlio. A causa del basso stipendio ricevuto, Luke chiede a Robin più soldi in modo che possa contribuire alla crescita di suo figlio. Robin gli rivela però di non poterlo pagare, e che l'unico modo per avere una buona somma di denaro sia organizzare una rapina alla banca, cosa che lui aveva già fatto con successo quattro volte. Nonostante l'iniziale riluttanza Luke accetta così di partecipare ad alcune rapine in piccole banche locali, utilizzando la motocicletta per fuggire e nascondersi, per poi salire sul vano di carico di un camion guidato dal socio e parcheggiato poco distante completando così la fuga.
Luke usa la sua parte di denaro guadagnata per riconquistare la fiducia di Romina, la quale si scopre ancora innamorata di lui, riuscendo così a passare anche più tempo con il figlio. Il motociclista finisce però con lo scontrarsi con il compagno di Romina, aggredendolo durante un diverbio e finendo in carcere per lesioni aggravate. Robin gli paga la cauzione, e appena uscito fuori, Luke decide di riprendere immediatamente le loro rapine in banca. Robin però, non volendo rischiare troppo, rifiuta e per non permettere all'amico di fare pazzie, gli smantella la moto. Luke però, deciso a tutto nonostante il rifiuto di Romina di iniziare una nuova vita con lui, minaccia Robin con una pistola riprendendosi i soldi della cauzione. Prosegue così la sua folle corsa, ma la rapina condotta da solo finisce male e si conclude con la sua morte, avvenuta in uno scontro a fuoco con il poliziotto Avery Cross, anch'egli padre da poco.
La scena si sposta nella vita di Avery Cross: dapprima osannato come eroe per aver ucciso il pericoloso malvivente, in seguito si trova coinvolto in affari loschi all'interno del distretto di polizia che vedono coinvolti alcuni suoi colleghi. Con l'aiuto del padre, influente personaggio e giudice della cittadina, sfrutta l'occasione per uscire dalla polizia, facendo emergere un giro di manomissione di prove in cui sono implicati diversi colleghi, e lanciarsi nella carriera politica. Quindici anni dopo Avery concorre per la carica di Procuratore.
2012: c'è un nuovo cambio di scena, i protagonisti sono Jason, il figlio del rapinatore ormai diciassettenne, e AJ, suo coetaneo e figlio di Cross. I due frequentano lo stesso liceo e, ignari delle vicende che legano i loro padri, stringono amicizia. Una vicenda di ecstasy però li conduce entrambi in carcere, ma grazie al padre di AJ vengono tirati fuori velocemente. Il passato inevitabilmente riaffiora e la vecchia violenza chiama nuova violenza. Jason scopre pian piano il passato del padre defunto: dopo essersi recato nell'officina in cui Luke lavorava, trova Robin, che dopo tanti anni è rimasto sempre lì, nella vecchia officina. Robin accoglie benevolmente il ragazzo e volentieri gli racconta di suo padre; gli mostra una foto del suo volto e gli regala i suoi vecchi occhiali, poiché pensa che avrebbe desiderato tanto che suo figlio li avesse. Accumulando rabbia e dolore per il fatto di essere cresciuto senza un padre, Jason decide di farsi giustizia da solo: arriva a rapire Avery con l'intento di assassinarlo. Trovandosi di fronte all'ex poliziotto inginocchiato e piangente, colpito dal suo rimorso per avergli ucciso il padre, il ragazzo trova la forza per superare la violenza cieca che stava per annientarlo e abbandona la città a bordo della vettura di Avery con il denaro trovato nel suo portafoglio insieme a una foto conservata negli anni che ritraeva Jason con i genitori, in un breve momento felice. Dopo questa vicenda Avery viene eletto alla carica di procuratore federale degli Stati Uniti. Jason invece va via di casa, cercando di crearsi una propria vita, manda una busta alla madre contenente la foto che li vedeva felici quindici anni prima e compra una moto, per portare avanti la passione del padre, e per ricordarlo per il poco che aveva conosciuto di lui.

## Produzione
Le riprese hanno avuto luogo nel luglio 2011 e sono durate fino al gennaio del 2012 a causa di un lutto del regista. Sono state girate principalmente nello stato di New York, tra Schenectady, Niskayuna e Scotia. Il progetto per la realizzazione del film era in cantiere da diversi anni. L'idea era nata dopo la nascita del figlio di Cianfrance ed è stata ispirata da un'opera di Jack London. Il film è stato reso possibile grazie ai giovani produttori Alex Orlovsky, Lynette Howell e Jamie Patricof.

### Cast
Protagonista del film è Ryan Gosling, che aveva precedentemente lavorato con Cianfrance in Blue Valentine del 2010. Co-protagonisti sono Bradley Cooper, Eva Mendes e Rose Byrne; quest'ultima ha sostituito Greta Gerwig, inizialmente scelta per il ruolo della moglie di Avery Cross. Il cast è completato da Ray Liotta nel ruolo di un poliziotto corrotto, Ben Mendelsohn, Dane DeHaan e Bruce Greenwood.

## Colonna sonora
La colonna sonora a cura di Mike Patton, oltre alle composizioni originali dello stesso autore, comprende musiche di vari artisti tra cui Arvo Pärt, Bon Iver, Gregorio Allegri (Miserere), Ennio Morricone e Vladimir Ivanoff.

## Promozione
Il 22 dicembre 2012 è stato diffuso online il trailer del film seguito, a pochi giorni di distanza, dal teaser poster e dalle prime immagini. Il 26 febbraio 2013 è stata invece diffusa la versione italiana del trailer. Il 20 marzo 2013 la Lucky Red pubblica la nuova locandina italiana.

## Distribuzione
Il film è stato presentato in anteprima mondiale il 7 settembre 2012 al Toronto International Film Festival. I diritti per la distribuzione statunitense sono stati acquistati dalla Focus Features, che distribuirà il film nelle sale a partire dal 29 marzo 2013.
Il film è stato distribuito nelle sale cinematografiche italiane il 4 aprile 2013 dalla Lucky Red.

## Accoglienza

### Incassi
A fronte di un budget di 15 milioni di dollari, la pellicola ne ha incassati circa 21,4 milioni in Nord America e 25,8 milioni nel resto del mondo, per un totale di 47162802 $.

### Critica
Il film ha ricevuto recensioni positive da parte della critica. Sull'aggregatore di recensioni Rotten Tomatoes ha un indice di gradimento del 79% basato su 225 recensioni, con un voto medio di 7,3 su 10. Su Metacritic ottiene un punteggio di 68 su 100 basato su 42 recensioni.

## Riconoscimenti
- 2014 - Saturn Award
  - Candidatura per il miglior film thriller
- 2014 - Satellite Award
  - Candidatura per il miglior attore non protagonista a Ryan Gosling